# Place Louise
Place Louise (in olandese: Luizaplein) è una piazza nella Regione di Bruxelles-Capitale. La piazza si trova al confine tra i comuni di Bruxelles, Ixelles e Saint-Gilles. La piazza fungeva da punto di partenza per Avenue Louise.
La piazza fu costruita intorno al 1840 e denominata nel 1846 place Louise, da Louise-Marie d'Orléans, la prima regina dei belgi. Nella costruzione, la piazza si chiamava Porte de Charleroi e non c'era nessuna porta nelle mura della città in questo luogo. Dopo la costruzione, è stata depositata una casa di controllo a beneficio del brevetto.

## Traffico
Ci sono diversi tunnel sotto Place Louse; c'è il Louizatunnel nella Piccola cintura, e perpendicolare allo Stefaniatunnel in Avenue Louise. Entrambe le gallerie furono completate nel 1957 come parte di Expo '58. Ci sono anche tunnel sotto la metropolitana di Bruxelles; Si trova la stazione di Louiza che è stata inaugurata nel 1985, dove la linea 2 si ferma, ma se si prosegue più in basso al livello -3 si trova anche una stazione fantasma e un'ulteriore costruzione di tunnel per la linea 4 mai completata.

## Monumenti
Gli edifici progettati nel 1842 sul lato di Saint-Gilles sono monumenti riconosciuti.